# Cífer

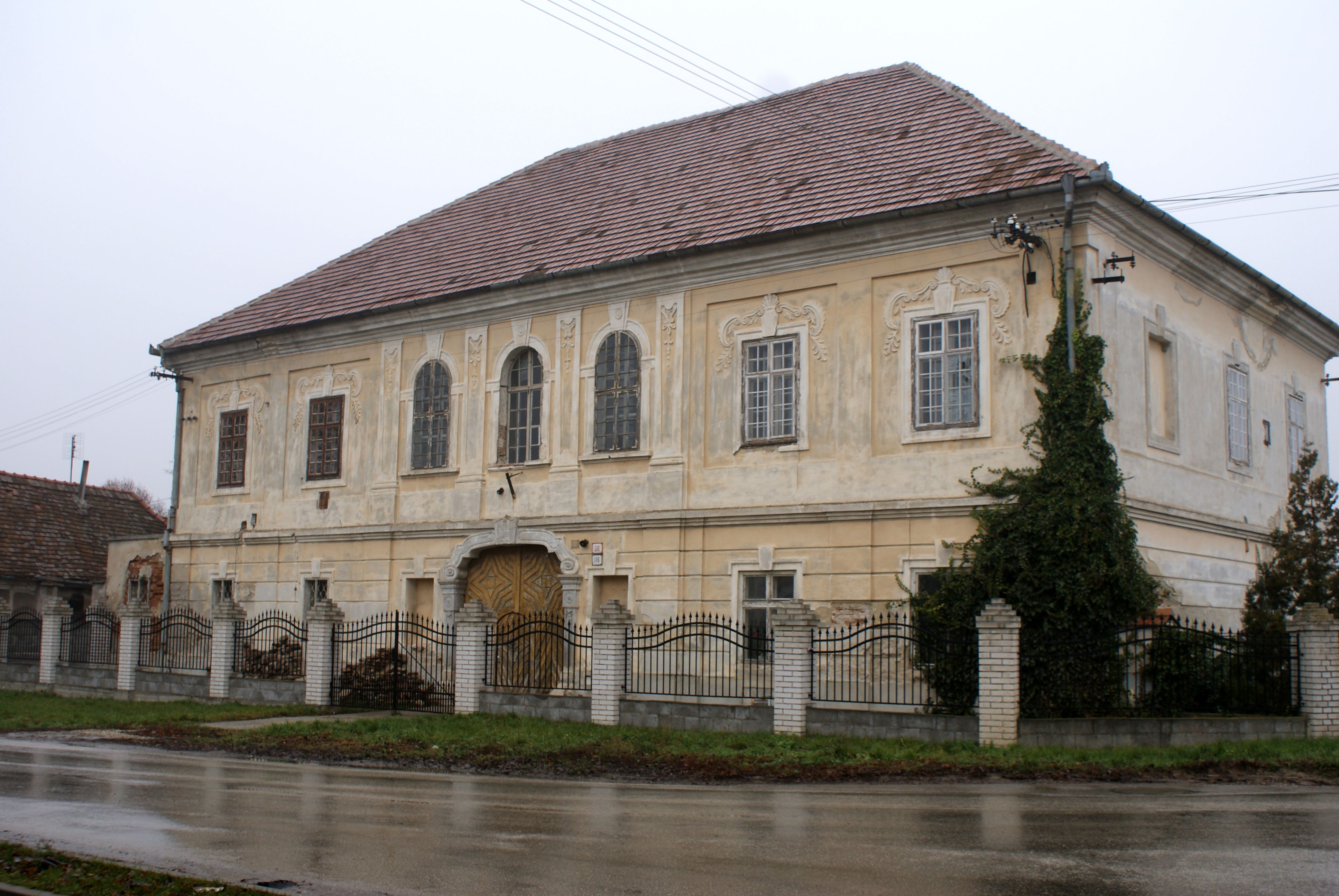
Cífer

Cífer (Hongaars: Cífer) is een Slowaakse gemeente in de regio Trnava, en maakt deel uit van het district Trnava.
Cífer telt 3.953 inwoners.